# Anthomyia sordida
Anthomyia sordida este o specie de muște din genul Anthomyia, familia Anthomyiidae. A fost descrisă pentru prima dată de Gaspard Auguste Brullé în anul 1833.
Este endemică în Grecia. Conform Catalogue of Life specia Anthomyia sordida nu are subspecii cunoscute.